# Constantin Hansen
Carl Christian Constantin Hansen, född 3 november 1804 i Rom i Italien, död 29 mars 1880 i Köpenhamn i Danmark, var en dansk målare.
Constantin Hansen var son till porträttmålaren Hans Hansen. Vid tolv års ålder blev han antagen till Kunstakademiets Arkitektskole, men han avbröt studierna 1825 och började istället på en målarskola. År 1835 fick han ett tvåårigt resestipendium och reste via Berlin, Dresden, Prag, Nürnberg och München till Rom, där han umgicks med andra danska konstnärer, bland andra skulptören Bertel Thorvaldsen. Han reste även runt i Italien.
När Kunstforeningen i Köpenhamn 1837 beställde en målning med något motiv från Rom, målade Hansen den nu berömda Ett sällskap danska konstnärer i Rom. Rom hade blivit en magnet för flera danska konstnärer, och målningen skildrar det kamratliga umgänget mellan konstnärerna. Hansen målade också flera motiv från Rom: scener med folkliv och den romerska arkitekturen.
Efter åtta år i Rom studerade Hansen freskmåleri i München, innan han återvände till Danmark. Där hade han fått i uppdrag att måla universitetets stora sal åt universitetet i Köpenhamn. Arbetet pågick 1844–1853 och Hansen målade där figurer och motiv ur mytologin. Hansen var särskilt intresserad av historiemåleri med motiv ur den nordiska mytologin. Åren 1860–1864 målade han den berömda tavlan Den grundlagsstiftande nationalförsamlingen på beställning av grosshandlaren Alfred Hage.
År 1846 gifte han sig med Magdelene Barbara Købke, och tillsammans fick de nio barn. År 1854 utnämndes Hansen till hedersprofessor, men det dröjde till 1864 innan han blev medlem av Kunstakademiet. Hansen är representerad vid bland annat Göteborgs konstmuseum och Nationalmuseum i Stockholm.

## Utmärkelser
- Professors namn,  1854
- Riddare av Dannebrogorden,  1874[3]
- Etatsråd,  1875

[Redigera Wikidata]

## Bildgalleri

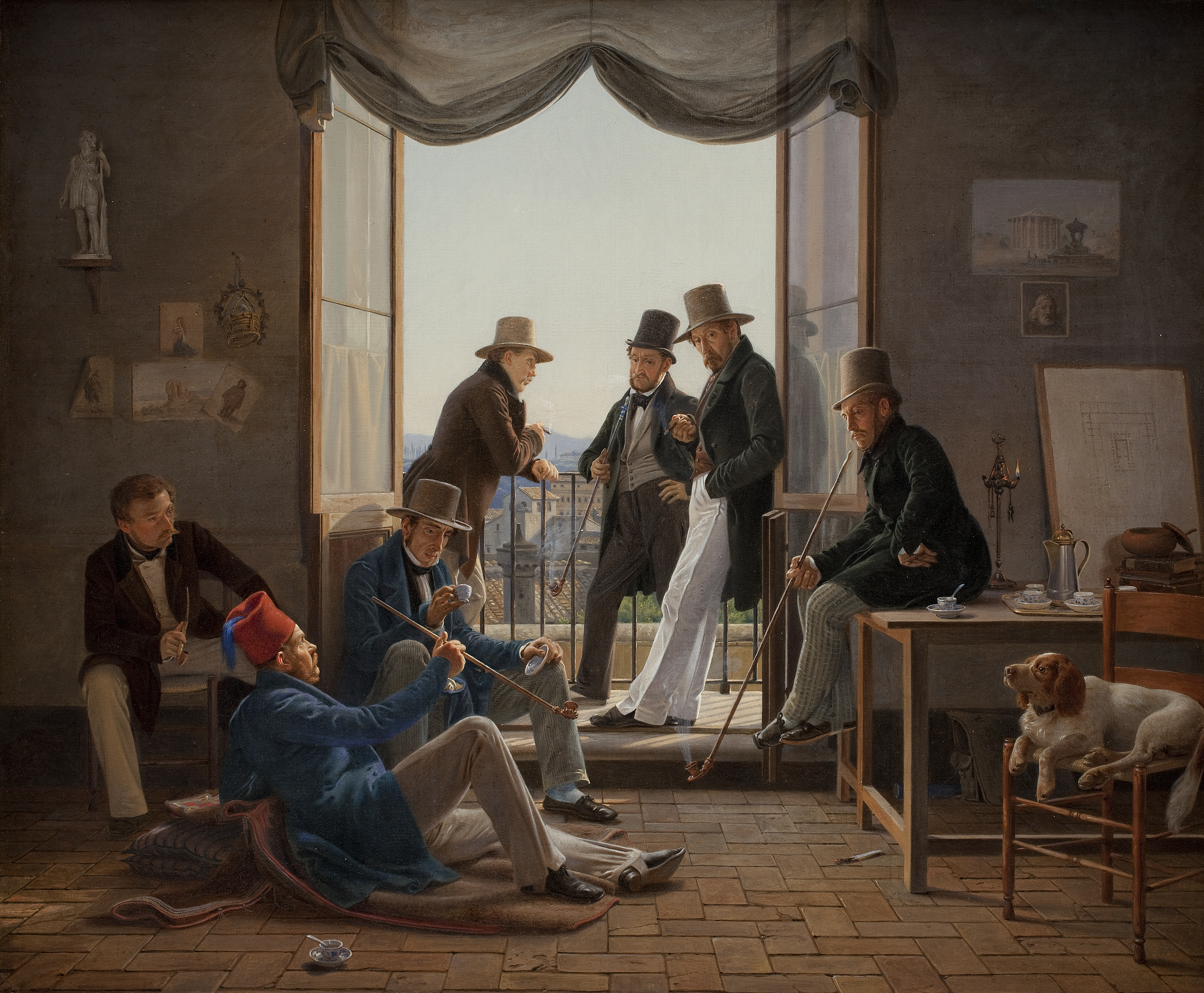
Ett sällskap danska konstnärer i Rom (1837), Statens Museum for Kunst. På stolen till vänster sitter Hansen själv.
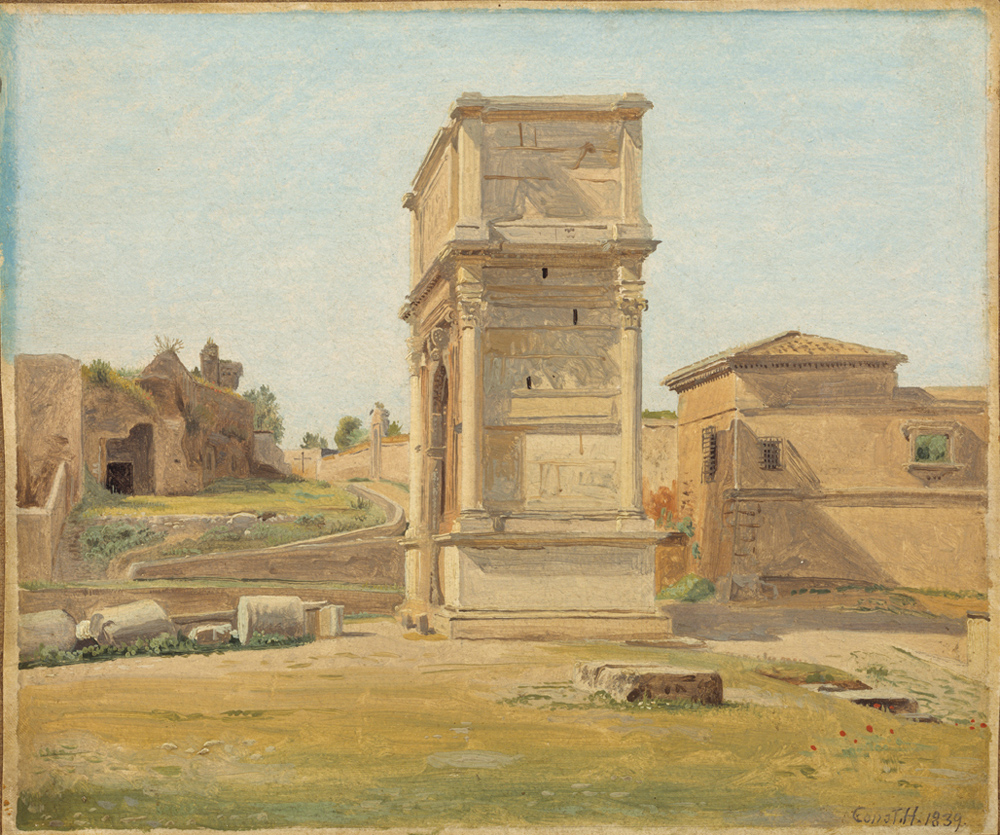
Titusbågen i Rom (1839), Statens Museum for Kunst.
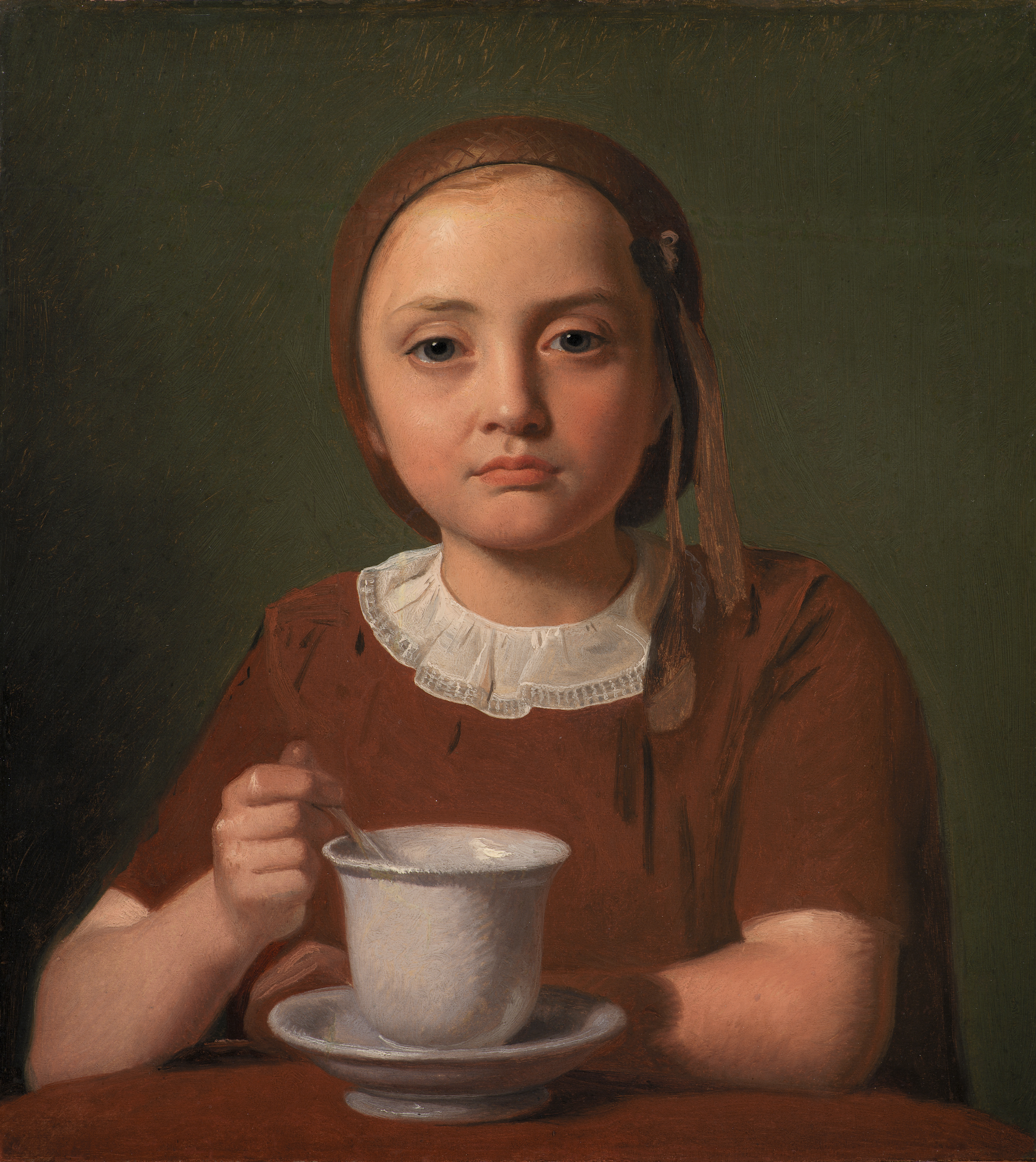
En liten flicka, Elise Købke, med en kopp framför sig (1850), Statens Museum for Kunst.
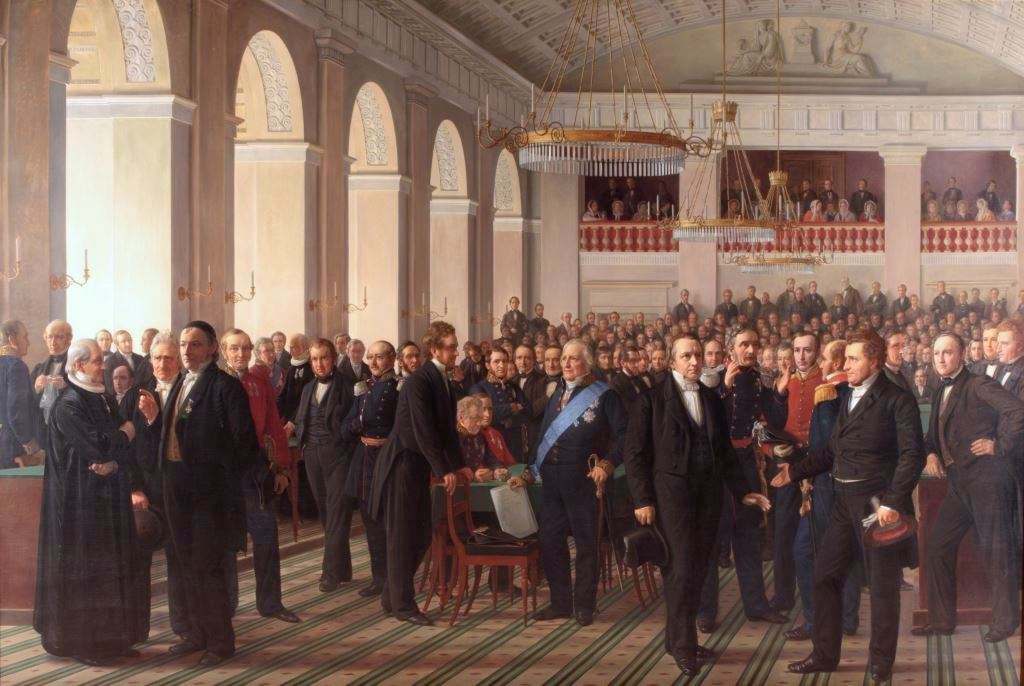
Den grundlagsstiftande nationalförsamlingen (1860–1864), Det Nationalhistoriske Museum på Frederiksborgs slott.